# Zambianos para el Empoderamiento y el Desarrollo
El Partido de Zambianos para el Empoderamiento y el Desarrollo (ZED), es un partido político de Zambia fundado en 2009 por Frederick Mutesa.
En las elecciones generales de 2011, Frederick Mutesa fue el candidato a la presidencia logrando 2.268 sufragios correspondientes al 0,08% de los votos. En la Asamblea Nacional lograron un 0,11% y no obtuvieron representantes.